# Ismailismo

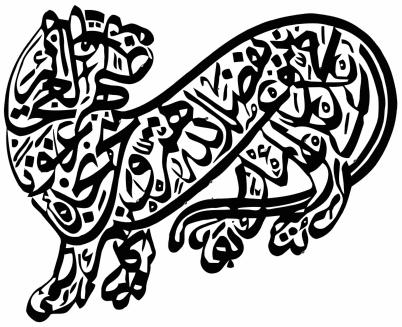
Tigre calligrafica ismailita

L'Ismailismo è una corrente dell'islam sciita. I suoi membri sono chiamati ismailiti (Arabo الاسماعيليون, al-ismāʿīliyyūn) e, talvolta, "settimani" ( sabʿiyya ) per il fatto di riconoscere come legittima e non più revocata o mutata successione quella del settimo Imam Ismāʿīl, figlio di Ja'far al-Sadiq.

## Caratteristiche
Gli ismailiti sono la seconda in ordine di grandezza tra le correnti in cui è diviso l'islam sciita dopo i duodecimani. Il loro nome deriva dalla convinzione che il settimo imam fosse Isma'il ibn Ja'far e non il fratello minore Mūsā al-Kāẓim la cui legittimità è invece sostenuta dagli altri sciiti. Con l'avvento della dinastia dei Fatimidi in Egitto tra il decimo e il dodicesimo secolo l'Ismailismo divenne non solo la più importante tra le correnti dello sciismo, ma giunse anche a mettere in discussione il primato dei sunniti.
L'Ismailismo ha sempre dato grande rilevanza agli elementi esoterici della religione islamica: dai duodecimani li separano infatti, oltre alle ragioni politiche, anche una disquisizione sulla natura mistica della figura dell'Imam e del suo rapporto con Allah.
Gli ismailiti vivono perlopiù in Siria, Arabia Saudita, Yemen, Cina, Tagikistan, Afghanistan, India e Africa orientale ma in anni recenti numerosi sono emigrati in Europa e Stati Uniti d'America.
Malgrado gli ismailiti si siano divisi in numerosi sottogruppi, il termine è oggi generalmente usato per indicare i Nizariti, seguaci dell'Aga Khan, che sono la più numerosa delle sette ismailite.
Rami oggi estinti degli ismailiti sono i Musta'liani (che però hanno originato i Dawudi Bohora) e i Carmati.

## Storia
L'origine dell'Ismailismo risale alla morte, nel 765, del sesto imam sciita e alle contese che seguirono circa la sua successione. Jaʿfar ibn Muhammad, detto al-Ṣādiq (Il Veridico), aveva designato a succedergli il proprio figlio maggiore, Ismāʿīl, che però morì alcuni anni prima di lui.

### Gli Imam ismailiti
La maggioranza della comunità sciita scelse come settimo Imam l'altro figlio designato da Jaʿfar, Mūsà ibn Jaʿfar, detto al-Kāẓim (il Silenzioso). Un'altra parte, minoritaria, respinse questa decisione e scelse come nuovo Imam il figlio di Ismāʿīl, Muḥammad ibn Ismāʿīl, in realtà già precedentemente designato come Imam dal padre ma "disconosciuto" a causa di un comportamento apparentemente non conforme alle regole musulmane. Altri ancora - i futuri ismailiti, che non accettavano come vera la morte di Ismāʿīl ibn Jaʿfar - diffusero la credenza che egli si fosse occultato al mondo e che sarebbe tornato a manifestarsi come il Mahdī. Benché perseguitati, gli ismailiti continuarono a venerare segretamente il loro Imam, svolgendo un proselitismo assai attivo, prima in Vicino (Siria) e Medio Oriente (Khorāsān), poi in varie altre parti del mondo musulmano. Si stabilirono infine nel Maghreb, tra i Berberi, da dove si lanciarono alla conquista dapprima dell'Ifrīqiya (l'antica Provincia Africa romana) e poi dell'Egitto, allora sotto la dinastia ikhshidide, fondandovi ai primi del X secolo una dinastia che prese il nome di "fatimide".
Altri ismailiti, i Carmati, rimasero invece fedeli al credo iniziale e rifiutarono di sottomettersi ai califfi-imam fatimidi ritenendo che l'Imam rimanesse pur sempre quello nascosto, la cui epifania si sarebbe realizzata solo alla fine dei tempi per ricostituire il puro Islam delle origini e riuscirono a creare un loro Stato nel Bahrein, dalla forti connotazioni comunistiche, per le quali il giudizio del sunnismo e dello sciismo non poteva che essere fortemente negativo. Durante il califfato fatimide, alla morte dell'imam al-Mustanṣir bi-llāh nel 1094, il gruppo fatimide si scisse di nuovo in due gruppi rivali: i Nizariti ( Nizārī ) e i Musta'liani ( Mustaʿlī ).
Fondamento della dottrina sciita è la convinzione che il cugino e genero del profeta Maometto, ʿAlī b. Abī Ṭālib, avesse il diritto alla guida sia politica che religiosa della comunità dei credenti. Tale potere passò ai figli, che erano nipoti di Maometto attraverso la figlia di lui Fāṭima al-Zahrāʾ. Il conflitto tra i partigiani di ʿAlī e quelli che sostenevano il metodo dell'elezione del califfo chiamato a succedere al profeta rimase relativamente pacifico fino a quando ʿAlī succedette al terzo califfo, ʿUthmān b. ʿAffān. Subito dopo però la vedova di Maometto, ʿĀʾisha, assieme alla tribù cui era appartenuto ʿOthmān, gli Omayyadi, accusò ʿAlī di aver ordito l'omicidio del suo predecessore. ʿĀʾisha suscitò così una rivolta che venne però repressa nella battaglia del cammello, dopo la quale fu obbligata a condurre una vita ritirata.
Subito dopo però il governatore omayyade della Siria, Muʿāwiya ibn Abī Sufyān, si ribellò facendo sue le rivendicazioni di ʿĀʾisha. La guerra andò avanti fino a quando si decise di demandare la questione al giudizio del Corano e gli arbitri decisero a favore di ʿAlī. Nonostante ciò un'eterodossia radicale, i Kharigiti, che ritenevano il califfo colpevole di apostasia, riuscì poco dopo ad assassinare ʿAlī a cui succedettero i figli al-Ḥasan b. ʿAlī e al-Ḥusayn b. ʿAlī, secondo gli ismailiti solo al-Ḥusayn, ma il califfato politico finì nelle mani di Muʿāwiya, l'unico ad avere un esercito abbastanza potente da controllare l'impero.

### La Battaglia di Kerbela'
Dopo la morte di al-Ḥasan, al-Ḥusayn e la sua famiglia vennero spaventati dal crescere delle persecuzioni religiose e politiche messe in atto dal figlio e successore di Muʿāwiya, Yazīd. Al-Ḥusayn decise allora di dirigersi con tutte le donne e i bambini della sua famiglia a Kufa, la cui popolazione gli era favorevole e da cui sperava di ottenere protezione, fu però fermato dall'armata di Yazīd a Kerbala, l'imam e i suoi compagni furono uccisi, le donne e i bambini fatti schiavi.

### L'inizio della daʿwa
Dopo essere stata liberata dal califfo Yazīd, Zaynab bt. ʿAlī, figlia di Fāṭima e ʿAlī e sorella di al-Ḥusayn, cominciò a narrare i fatti di Kerbelāʾ per tutto il mondo islamico. Questa fu la prima daʿwah dell'Islam sciita e a questa gli ismailiti attribuiscono un grande significato spirituale. L'imamato dei discendenti di ʿAlī subì la prima crisi per la successione quando l'imam ʿAlī ibn al-Ḥusayn (detto Zayn al-ʿĀbidīn, "Ornamento dei devoti" o al-Saǧǧād (che si prostra molto in preghiera") venne avvelenato dal califfo omayyade ʿAbd al-Malik ibn Marwān nel 713 (secondo le tesi sciite), il nipote del quarto imam Zayd b. ʿAlī proclamò la sua legittimità rispetto al cugino Muhammad al-Bāqir, i seguaci del primo, gli Zaiditi si ribellarono al potere omayyade e costruirono un primo, effimero stato sciita in Iran e Iraq. Muhammad al-Bāqir invece, seguito dalla grande maggioranza degli sciiti, si dedicò allo studio della dottrina islamica nella città di Medina, questo stato di cose continuò con il figlio di lui, Jaʿfar al-Ṣādiq, che ereditò l'imamato nel 743, il suo primogenito ed erede Ismāʿīl ibn Jaʿfar però lo precedette nella tomba. Si verificò così una seconda scissione, da una parte i duodecimani sostengono che l'imamato passò al secondogenito di Jaʿfar, Mūsā al-Kāẓim, e dall'altra coloro che ritengono che la carica passò al figlio di Ismāʿīl, Muhammad ibn Ismāʿīl, ovvero gli ismailiti.

### L'epoca dei Dāʿi
Da quel momento gli imam ismailiti vissero nascosti per proteggersi dall'ascesa della dinastia sunnita degli Abbasidi che si era sostituita nel 750 agli Omayyadi. Con il loro imam al sicuro i predicatori ismailiti, i Dāʿi, cominciarono la loro opera di proselitismo dalle loro basi in Siria.

### I Carmati
Mentre la gran massa degli ismailiti si accontentava dell'insegnamento dei Daʿi, un gruppo di persiani nazionalisti la cui fede ismailita era fortemente influenzata dallo zoroastrismo, i Carmati, si insediarono in Bahrein e proclamarono Mahdi un prigioniero persiano, da qui iniziarono una serie di sanguinose scorrerie che culminarono con il saccheggio della Mecca e il furto della Pietra Nera.

### L'impero dei Fatimidi
Il periodo ascetico degli imam ismailiti finì quando l'imam ʿUbayd Allāh al-Mahdī bi-llāh levò un esercito in nord-Africa e sconfisse gli Aghlabidi occupando il Maghreb e l'Egitto istituendo nel 910 il grande impero sciita detto dei Fatimidi, poiché i suoi governanti si proclamavano discendenti della figlia di Maometto, Fāṭima. Sotto i successivi imam l'impero, il cui centro era situato in Egitto, continuò a espandersi, arrivando a comprendere all'apogeo anche la Sicilia, la Siria, lo Yemen e l'Hijaz. I Fatimidi perseguirono politiche molto moderne, come il dare maggiore importanza al merito rispetto alla genealogia e la tolleranza religiosa, sia l'Ebraismo, sia il Cristianesimo monofisita copto, ebbero un periodo di splendore sotto il loro potere.
Fu durante questo periodo però che l'Ismailismo si divise in tre rami. La prima scissione, quella dei Drusi, avvenne con l'imam al-Hākim bi-amr Allāh (985-1021), questi era salito al potere all'età di undici anni e aveva sempre dato segni di eccentricità al punto di far dubitare della sua salute mentale, sotto il suo regno l'usualmente tollerante impero fatimide vide sanguinose persecuzioni, in particolare contro i sunniti. Quando il suo mulo, con il quale si era recato in solitudine nel deserto, ritornò ricoperto di sangue, il Daʿi al-Darazi e i suoi seguaci si rifiutarono di riconoscere come imam il suo successore, Al-Hakim non era infatti morto ma, in quanto era il profetizzato Mahdi reincarnazione del profeta, si era celato agli occhi del mondo in attesa di tornare alla fine dei tempi per riportare l'islam alla purezza delle origini e l'umanità alla giustizia.
La seconda e più grave divisione avvenne alla morte di Ma'ad al-Mustansir bi-llah nel 1094, i suoi due figli Nizār, il più anziano, e il minore al-Musta'li incominciarono a lottare per il controllo politico e religioso del califfato. Nizar fu sconfitto e imprigionato, a stento suo figlio scappò ad Alamūt dove gli ismailiti iraniani sostenevano le sue pretese.
Nel 1040 gli Ziridi, che erano i governatori fatimidi del nord-Africa, si resero indipendenti dall'impero e si convertirono all'islam ortodosso dei sunniti il che causò l'invio contro di loro da parte dell'imam della tribù Araba dei Banu Hilal guidata da Abu Zayd al-Hilali, questa con durezza inaudita pose fine alla rivolta berbera contribuendo in maniera decisiva all'arabizzazione del Maghreb, tali vicende costituiscono il fondamento del poema epico Taghrībat Banī Hilāl (lett. "l'andata verso occidente dei Banū Hilāl).
Dopo il 1070 persero anche la Siria e la Palestina a opera dei Turchi e dei crociati e il loro territorio si ridusse all'Egitto, dopo altri decenni di decadenza, nel 1160 il condottiero zengide Nūr al-Dīn ibn Zankī e il suo generale Saladino posero fine al loro potere fondando la dinastia Ayyubide il che causò anche la fine dell'Ismailismo dei seguaci di Mustaʿlī. Hassan-i-Sabbah fu un Dāʿi ismailita attivo in Siria che diede un impulso fondamentale alla storia della setta. Nacque in una famiglia duodecimana della città di Qom nel 1056, trasferitosi con la famiglia a Teheran studiò a lungo le dottrine ismailite ma si convertì solo dopo una malattia che quasi lo portò alla morte, era infatti stato terrorizzato dalla prospettiva di morire senza conoscere l'imam del suo tempo.
Nella contesa che scoppiò alla morte al-Mustanṣir bi-llāh si schierò dalla parte di Nizar poiché sosteneva di aver avuto un colloquio con il vecchio imam durante il quale questi gli aveva ribadito la legittimità del primogenito. La sua opera di Dāʿi raggiunse l'apice con la presa della roccaforte di Alamūt, sul mar Caspio, da dove la sua opera di proselitismo incominciò a diffondersi. Il suo piccolo territorio era però circondato da grandi e ostili stati sunniti, quali il califfato abbaside e il sultanato dei turchi Selgiuchidi, per questo motivo Hassan costituì un corpo di seguaci fanatici, gli Hashīshshīn, la cui perizia nell'omicidio era pari allo sprezzo per la morte, ognuno di loro era infatti pronto al suicidio per portare a termine la propria missione, la paura di ritorsioni ismailite divenne quindi così grande tra i governanti sunniti che non osarono opporsi al crescere della potenza di quella che passò alla storia come la setta degli assassini.

### L'imamato dei Nizari
Il figlio di Nizar, al-Hādī, si rifugiò quindi ad Alamūt, sotto la protezione di Hassan-i-Sabbah, tuttavia ciò non fu divulgato in pubblico e il lignaggio degli imam nizari rimase nascosto sino all'avvento di Hasan II. Questi e i suoi discendenti regnarono sui territori controllati dagli "Assassini" fino alla distruzione di Alamūt da parte di Hulagu Khan, nuovo signore mongolo della Persia.

## Teologia
Alcuni ismailiti professano dottrine assai complesse, influenzate da temi neoplatonici, gnostici e manichei, e anche provenienti da altre confessioni.

Per essi l'islam si basa su due principi complementari, l'uno interiore (bātin), personificato dall'Imam e fondato su un'interpretazione mistica della Legge islamica (Sharīʿa), l'altro esteriore (ẓāhir) ma dipendente dal primo - rappresentato dal Profeta e dalla Sharīʿa.

Gli ismailiti sono quindi convinti della necessità di un'interpretazione allegorica dei testi sacri, opportuna disvelata per successivi gradi d'iniziazione, che deve condurre i credenti alla conoscenza della Verità Suprema (al-Ḥaqq).
Ad Alamūt i Nizariti riformarono l'Ismailismo, abbandonando progressivamente alcune prescrizioni rituali dell'Islam sunnita e sciita "imamita" o "duodecimano" (perché riconosce legittima una catena di dodici Imam) per focalizzarsi fondamentalmente sugli aspetti esoterici della propria fede.
Corano
Gli ismailiti ritengono che il Corano abbia diversi piani interpretativi, uno esteriore (ẓāhir), e uno interiore (bāṭin). Il fedele può comprendere solo una parte di bātin ed è l'imam solo a possedere una conoscenza completa del Corano e solamente lui può interpretarlo alla luce dei tempi.
Reincarnazione
La reincarnazione è presente sia nella variante drusa che in quella nizarita. I Drusi credono che solo i membri della loro comunità si reincarneranno in forma umana e più precisamente nella forma di propri futuri discendenti.
Numerologia
Gli ismailiti ritengono che i numeri abbiano una grande valenza religiosa. In particolare riveste grande importanza il numero sette: per gli ismailiti esistono infatti sette paradisi, sette profeti, sette continenti e così via.
Imamato
L'Imam è concepito attraverso la frase coranica "il Volto di Allah": è solo attraverso di lui che il credente può realmente giungere alla conoscenza della luce di Allah, che è l'unico vero desiderio dell'uomo.

L'antica dottrina ismailita sostiene che la rivelazione divina è stata data in sei periodi (dawr) da sei profeti, chiamati Nāṭiq, il cui ruolo era diffondere la religione e la legge nelle rispettive comunità. Tuttavia questi insegnavano solo i riti e le manifestazioni esterne della fede, il significato dei quali è noto solo a un Wāṣī (rappresentante) che li rivelerà soltanto a un ristretto circolo di iniziati. Al Nāṭiq e al Wāṣī succede, per ogni periodo, una linea di sette imam, l'ultimo dei quali sarà il Nāṭiq del periodo successivo. L'ultimo imam del sesto periodo non introdurrà una nuova religione ma porterà alla perfezione quella precedente, abrogando la legge e restaurando il dīn Ādam al-awwal (la prima religione di Adamo) praticata da Adamo e dagli angeli del paradiso prima della caduta. Quindi, la religione ormai non necessiterà di alcun culto o rito, ma consisterà nella semplice adorazione delle creature verso il proprio creatore, che avviene tramite la profonda comprensione dell'unità del tutto.
Pīr e Daʿwa
Guida alla luce di Allah la cui fonte è l'imam è il Dāʿi. La relazione tra il maestro e il discepolo è considerata sacra, e il Dāʿi trascende quindi la figura del normale missionario poiché questi comunica la sacra e nascosta conoscenza dell'imam allo studente, che la può utilizzare per innalzare il proprio spirito. Lo studente impara per prima cosa ad amare il Dāʿi, da lui impara ad amare l'imam e imparando ad amare l'imam impara ad amare Allah. Per i Nizariti il capo Dāʿi è chiamato Pīr (letteralmente in persiano "anziano", quindi equivalente a sceicco), acquisendo, per i seguaci di Mustaʿlī, un ruolo simile ma ancora più importante: egli è infatti l'unica fonte della luce dell'imam dopo l'occultamento di al-Qāsim, ultimo Imam della linea di al-Mustaʿlī.
ʿAql
Come gli altri sciiti, gli ismailiti ritengono che le anime del Profeta e degli imam siano nate dalla prima luce dell'universo, detta ʿAql, che in arabo significa "ragione" o "conoscenza", la conoscenza attraverso la quale tutti gli esseri viventi e non possono giungere ad Allāh e da cui tutta l'umanità è unita.
Taqiyya
Gli ismailiti credono nella Taqiyya, ovvero il nascondere le proprie convinzioni religiose. Ciò ha permesso agli ismailiti di sopravvivere malgrado fossero solo un'esigua minoranza nei paesi dove abitavano.
Walāya
Un pilastro che denota "amore e devozione ad Allah, ai profeti, all'Imam e ai Dāʿi".
Tahāra
Un pilastro che significa "purità". I Drusi non credono in questo pilastro e lo sostituiscono con la shahada.
Ṣalāt
Pilastro tradotto con "preghiera obbligatoria". Al contrario dei sunniti, gli ismailiti non hanno un forte senso della preghiera e attribuiscono questo fatto alla genericità formale del Corano sulla questione. I Nizariti sostengono che spetta all'Imam stabilire lo stile e il modo della preghiera. I Drusi hanno invece completamente abbandonato la shari'a e attribuiscono un ruolo puramente metaforico alla Ṣalāt. Il ramo mustaʿli ha invece mantenuto la preghiera nello stesso modo dei sunniti e dei duodecimani.
Zakat
Pilastro tradotto con "carità": con l'eccezione dei Drusi, tutti gli ismailiti si attengono a questo precetto con l'aggiunta del khums, una somma pari a 1/5 di quanto non è stato speso alla fine dell'anno.
Hajj
È il pilastro del pellegrinaggio a La Mecca, che per gli ismailiti corrisponde alla visita all'imam. Nizariti e Drusi non praticano il pellegrinaggio in senso fisico alla Mecca, mentre i Mustaʿli in genere vi si attengono.
Jihād
Il "sacro impegno" obbligatorio (jihād) è inteso sia come lotta contro gli oppressori e i nemici, sia in senso spirituale come lotta contro i desideri fisici. I Nizariti, che sono pacifisti, praticano solo la seconda.

## L'Ismailismo oggi
Gli ismailiti moderni sono talvolta definiti neo-ismailiti. Si valuta che siano più di 15 milioni, che vivono in maggioranza in India, Siria, Pakistan, Yemen.

Si dividono in due grandi comunità: i Bohra, mustaliani, concentrati nello Yemen e in Pakistan, a loro volta distintisi in Daʾūdī e Sulaymānī, e i Khoja, nizariti, il cui capo spirituale, l'Aga Khan, si era inizialmente stabilito in India.

In Siria e in Libano sono invece concentrati i Drusi, membri di una setta iniziatica eterodossa, derivata dall'Ismailismo fatimide, ma che non ha nulla a che vedere con l'Ismailismo.
Pur nata dall'Ismailismo, la fede dei Drusi da molti secoli non fa più parte di esso.